# Leon (chanteur)
Leon, nom de scène de Jürgen Göbel (né le 4 avril 1969 à Lippetal) est un chanteur allemand.

## Biographie
Sa carrière débute en 1996 lorsqu'il envoie une démo à sa future productrice Hanne Haller. Peu de temps après, il participe au à l'émission de l'Allemagne pour le Concours Eurovision de la chanson 1996 avec Planet Of Blue qu'il remporte avec 37,9% des voix le 1er mars 1996.
Mais l'Allemagne qui avait terminé à la dernière place de l’édition 1995, demande qu'on repousse le système de relégation, car il aurait été immanquablement relégué en 1996. L'UER décide d'en revenir à un système de présélection. À l’issue de cette présélection le 29 mars 1996, l'Allemagne est écartée de l'émission qui a lieu le 18 mai 1996.
Il se présente de nouveau en 1997 avec Schein (Meine kleine Taschenlampe), mais finit deuxième avec 13%.
Dans les années suivantes, Leon sort plusieurs singles et albums et fait des apparitions dans des programmes de télévision.

## Discographie
Albums
- 1996 : Leon
- 1998 : Einfach Verknallt

Singles
- 1996 : Planet of Blue
- 1996 : Loving You
- 1996 : Follow Your Heart
- 1997 : Schein (Meine kleine Taschenlampe)
- 1998 : Hast Du Ihn Geküsst
- 1998 : Bloss so’n Flirt
- 1999 : Mayday Mayday
- 2001 : Donde Vas
- 2004 : Mi Amor
- 2005 : C'est passé
- 2006 : Den Mond Berühr’n
- 2007 : Schau in mein Herz
- 2008 : Soleil Bonjour
- 2009 : C'est fini ma chérie

## Source de la traduction
- (de) Cet article est partiellement ou en totalité issu de l’article de Wikipédia en allemand intitulé « Leon (Sänger) » (voir la liste des auteurs).

1. ↑  Kennedy O’Connor John, The Eurovision Song Contest. 50 Years. The Official History, Londres, Carlton Books Limited, 2005, p. 144.